# Satake Yoshinobu
Satake Yoshinobu (佐竹 義宣?; 17 agosto 1570 – 5 marzo 1633) è stato un daimyō giapponese del clan Satake durante il periodo Sengoku e l'inizio del periodo Edo.
Figlio maggiore di Satake Yoshishige, divenne capo del clan nel 1589, e fu il primo daimyō del dominio di Kubota.
Alla nascita di Yoshinobu, il clan Satake era minacciato a nord da Date Masamune e da sud da Hōjō Ujinao; tuttavia, poiché si era velocemente alleato con Toyotomi Hideyoshi durante l'assedio di Odawara, riuscì a conservare i suoi territori. Sotto la bandiera di Hideyoshi, era considerato uno dei suoi sei migliori generali, assieme a Tokugawa Ieyasu, Maeda Toshiie, Shimazu Yoshihiro, Mōri Terumoto e Uesugi Kagekatsu. Dopo che l'assedio si concluse, Yoshinobu riuscì ad estendere il suo controllo in tutta la provincia di Hitachi, assicurandosi un ricavo da 540.000 koku dal suo feudo.
Yoshinobu entrò in buone relazioni con Ishida Mitsunari, e si unì alla coalizione occidentale durante la battaglia di Sekigahara; per questo fu punito da Ieyasu, che ridusse i suoi ricavi a 180.000 koku e lo trasferì nel dominio di Kubota, nella provincia di Dewa. 
Anche se la sua scelta di schierarsi con Mitsunari fu un disastro, si crede che non avesse nessun'altra scelta. Il clan Satake della regione del Kantō fu un clan antico e forte, con radici nel Seiwa Genji ed antenati come l'eroe Hachimantarō Minamoto no Yoshiie. Molti dei vicini domini feudali e piccole famiglie samurai erano cugini dei Satake o sotto-rami familiari. Per Ieyasu, c'era la possibilità di un futuro prossimo in cui Yoshinobu (o la sua progenie) sarebbe potuto diventare il capo di un'alleanza militare contro la Pax Tokugawa, rivendicando il titolo di shōgun per sé, o per lo meno di essere in uno stato di guerra fredda con i Tokugawa. Ecco perché i Satake in definitiva non avevano altra scelta che allearsi con Ishida.
Dopo il suo arrivo al nuovo dominio nel 1603, ebbe subito a che fare con la ribellione di un gruppo di rōnin fedeli a Onodera Yoshimichi, che fu comunque sconfitta velocemente.
Dopo la sua sconfitta precedente Yoshinobu tradì i Toyotomi combattendo dalla parte dei Tokugawa durante l'Assedio di Osaka, ed affrontando comandanti Toyotomi quali Kimura Shigenari e Gotō Matabei.
Si racconta che la sua vita privata fu molto triste; la sua prima moglie si suicidò all'età di 24 anni e la sua concubina principale morì giovane a causa di malattia.